# Alpine GTA
Die Alpine GTA ist ein Sportwagen des französischen Herstellers Alpine, der von Ende 1984 bis Frühjahr 1991 gebaut wurde. GTA (Grand Tourisme Alpine) ist eine interne Modellbezeichnung, die Verkaufsbezeichnung lautete in Europa V6 GT oder V6 Turbo. Im Frühjahr 1985 wurde das Modell auf dem Genfer Automobilsalon der Öffentlichkeit vorgestellt.
Die verkauften Stückzahlen blieben weit hinter denen des Vorgängers Alpine A310 zurück. Bei den Alpine-GTA-Modellen wird von Alpines Tradition der Modellbezeichnungen abgewichen. Ein Grund dafür ist, dass diese Modelle die ersten sind, die nicht mehr vom Alpine Gründer Jean Rédélé entwickelt worden sind, da dieser 1978 seine Ämter niederlegte. Das Design der Fahrzeuge stammte von Renaults Chefdesigner Robert Opron. Auch endet mit diesen Modellen die Fertigung in Handarbeit, wie sie bis dahin bei Alpine üblich gewesen war.
Die Alpine V6 GT und Alpine V6 Turbo sind als Straßensportwagen konstruiert. Man orientierte sich bei der Entwicklung nicht mehr, wie es Jean Rédélé bei den früheren Modellen gemacht hatte, maßgeblich am Rennsport. Frühe Alpine V6 GT bzw. Alpine V6 Turbo wurden irreführenderweise ab Werk mit Renault Emblemen versehen, was dazu führt, dass der Wagen im Volksmund einem falschen Hersteller zugeordnet wird. In den Papieren ist jedoch nur Alpine als Hersteller eingetragen. Ab Baujahr (nicht Erstzulassung) 1989 verschwanden alle Renault Logos von den Alpine GTA Modellen, es wurden nur noch Alpine Embleme ab Werk verwendet, so dass die Marke des Fahrzeugs wieder für jeden eindeutig erkennbar ist.

## Karosserie und Bauform
Wie schon ihr Vorgänger A310, ist auch die Alpine GTA ein "2+2-Sitzer"-Coupé mit Heckmotor und Kunststoffkarosserie. Über ein manuell zu schaltendes 5-Gang-Getriebe wird die Hinterachse angetrieben. Sportwagentypisch sind die Hinterreifen jeweils 30 mm breiter als die Vorderreifen. Die Alpine hat eine Gewichtsverteilung von 53 zu 47 %.

## Alpine V6 GT
Interne Bezeichnung: D500, Stückzahl: 1472, Gewicht: 1140 kg. 1984 wurde das neue Modell zunächst nur mit dem aus dem Vorgänger A310 bekannten PRV-Motor vorgestellt, einem 2,7-Liter-V6-Motor mt Vergaser. Er leistete maximal 118 kW (160 PS).

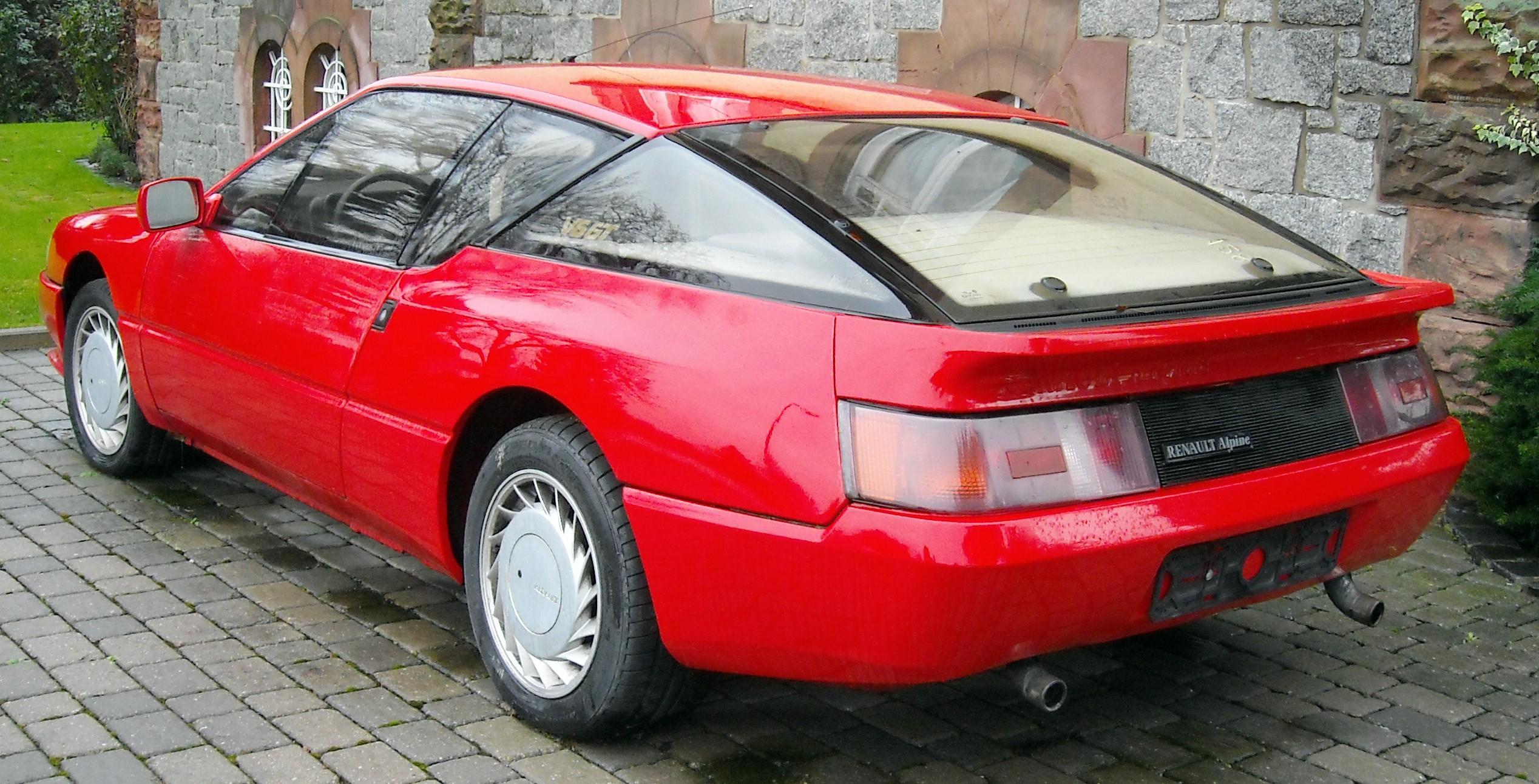
Heckansicht

## AlpineEuropa Cup
Bauzeit: 1984–1987, Stückzahl: 69 Fahrzeuge.

## Alpine V6 Turbo
Intern: D501, Gewicht: 1180 kg.
Ab 1985 wurde die Alpine GTA zusätzlich mit dem bereits im Renault 25 verwendeten 2,5-Liter-V6-Motor mit Saugrohreinspritzung und Abgasturbolader bestückt, der hier 147 kW (200 PS) leistete und die Alpine auf eine Höchstgeschwindigkeit von 250 km/h beschleunigte.
1987 folgte eine Version mit Katalysator (Intern: D502), durch ein niedrigeres Verdichtungsverhältnis leistete der Motor aber nur noch 136 kW (185 PS). Alpine V6 GT und Alpine V6 Turbo unterscheiden sich optisch nur in Details wie zum Beispiel den unterschiedlichen Schriftzug im Fenster oder ab Werk unterschiedliche Rädern. Bei den Alpine GTA Modellen ist die Modellbezeichnung in den hinteren, seitlichen Fenstern aufgedruckt.

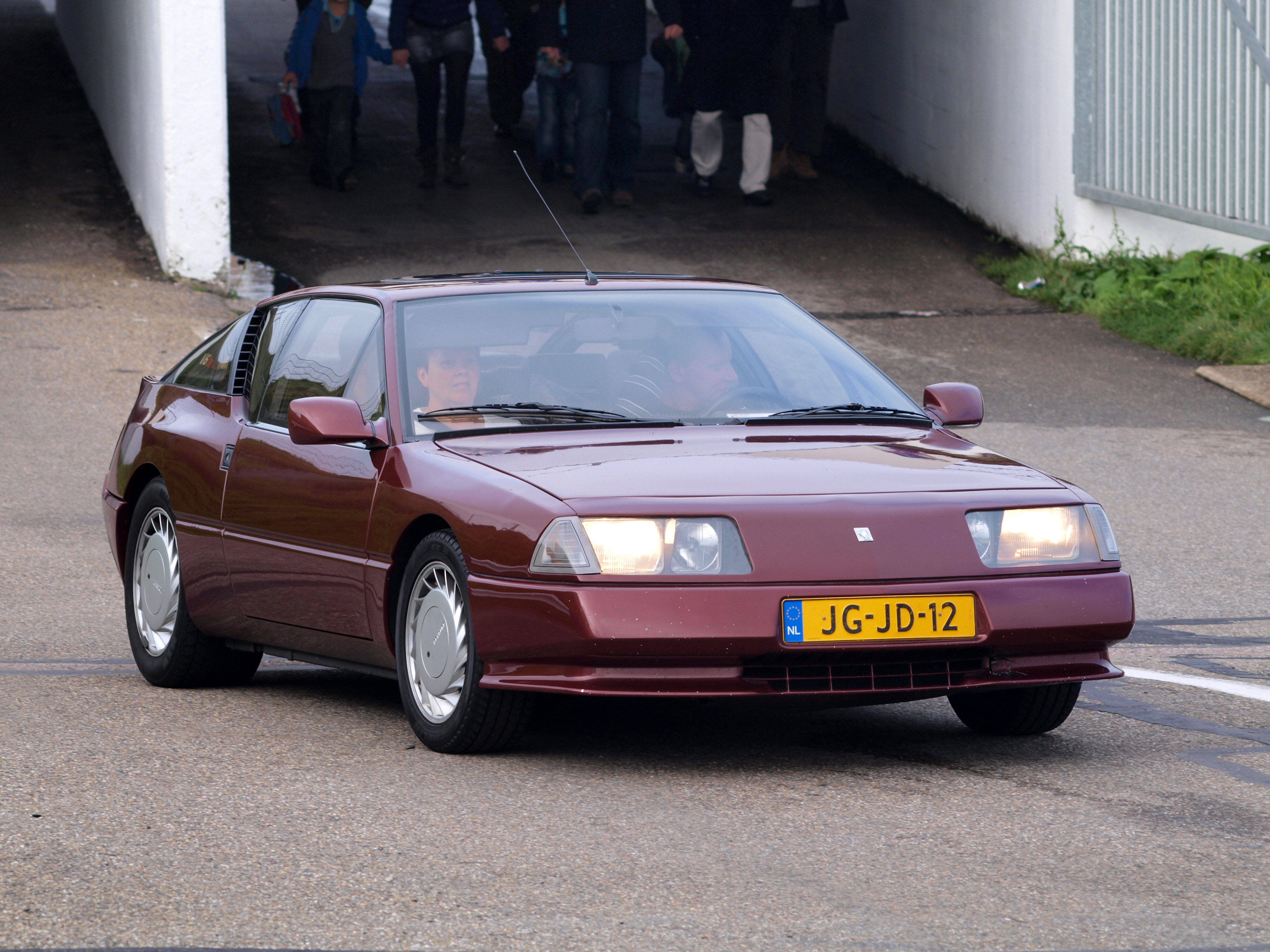
Alpine V6 Turbo
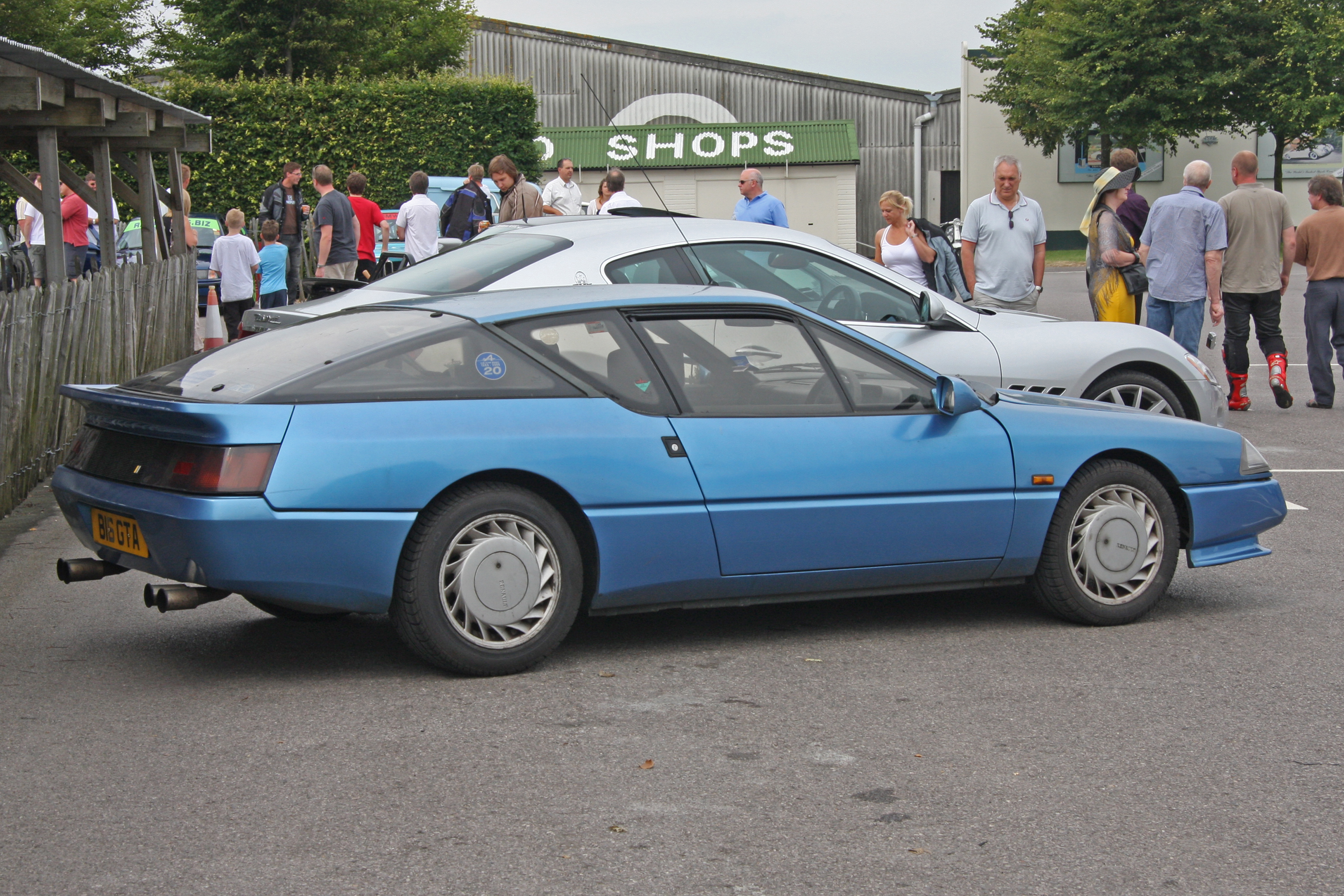
Heckansicht

## Alpine GTA - US Version
1986 wird für den amerikanischen Markt eine überarbeitete US-Version entworfen. Die Stoßstangen sind vergrößert und das Fahrzeug bekommt eine Rahmenverstärkung für bessere Crash-Ergebnisse im vorderen Bereich. Der Wagen bekommt eine veränderte Front mit Klappscheinwerfern. Es werden nur 21 Fahrzeuge hergestellt.

## Alpine V6 TurboMille Miles
Im Jahr 1989 wurde ein Sondermodell mit einer limitierten Stückzahl von 100 Einheiten angeboten. Der Wagen erinnert mit seinem Namen an die erste in Serie gebaute Alpine, die Alpine A106 Mille Miles. Der Wagen ist schon äußerlich durch eine eigene Lackierung zu erkennen. Alle Fahrzeuge der Alpine V6 Turbo Mille Miles tragen ab Werk nur Alpine-Embleme. Im Innenraum ist eine Plakette angebracht mit den Schriftzug "Mille Miles" und einer Nummer von 1 bis 100.

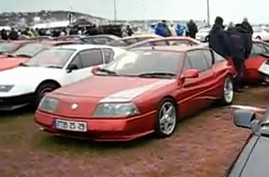
Alpine V6 Mille Miles
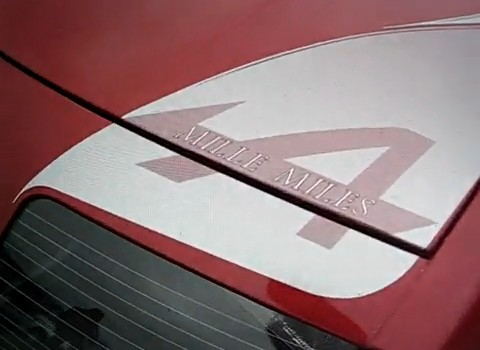
Aufschrift des Mille Miles

## Alpine V6 TurboLe Mans
1990 erschien ein weiteres Sondermodell auf den Markt: die Alpine V6 Turbo Le Mans, die mit ihrem Namen an den Gesamtsieg von Alpine im Jahr 1978 bei den 24 Stunden von Le Mans erinnern soll. Jean Rédélé war mit dem Alpine Werks-Team erstmals 1963 bei den 24 Stunden von Le Mans gestartet.
Die Stückzahl des Sondermodells liegt bei 300 Fahrzeugen. Gewicht: 1235 kg. Das Sondermodell hat an der Front bereits eine veränderte Karosserie und andere Scheinwerfer, zusätzlich erhält der Wagen verbreiterte Kotflügel.
Alle Fahrzeuge der Alpine V6 Turbo Le Mans tragen ab Werk nur Alpine-Embleme.

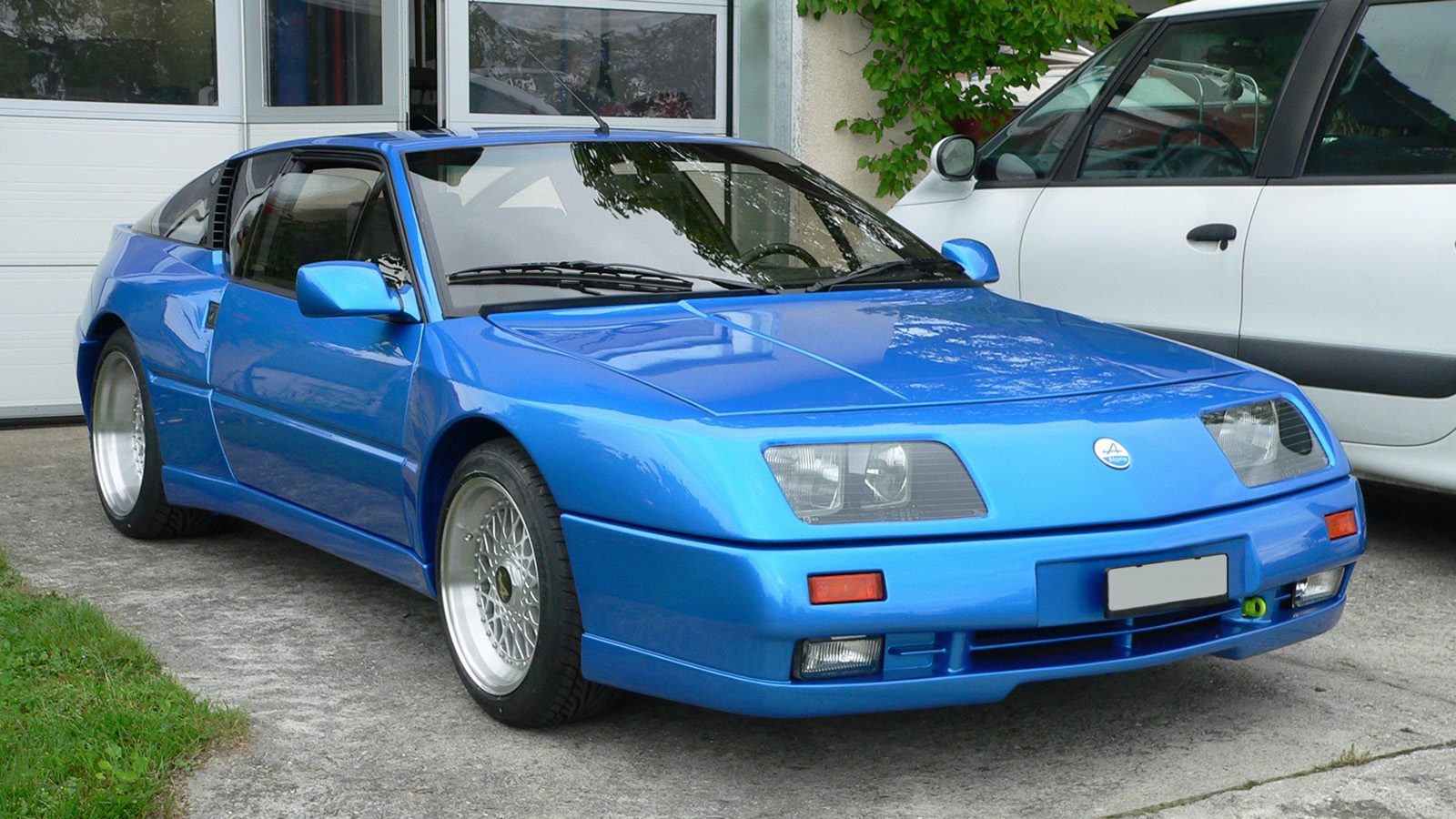
Alpine V6 Turbo Le Mans
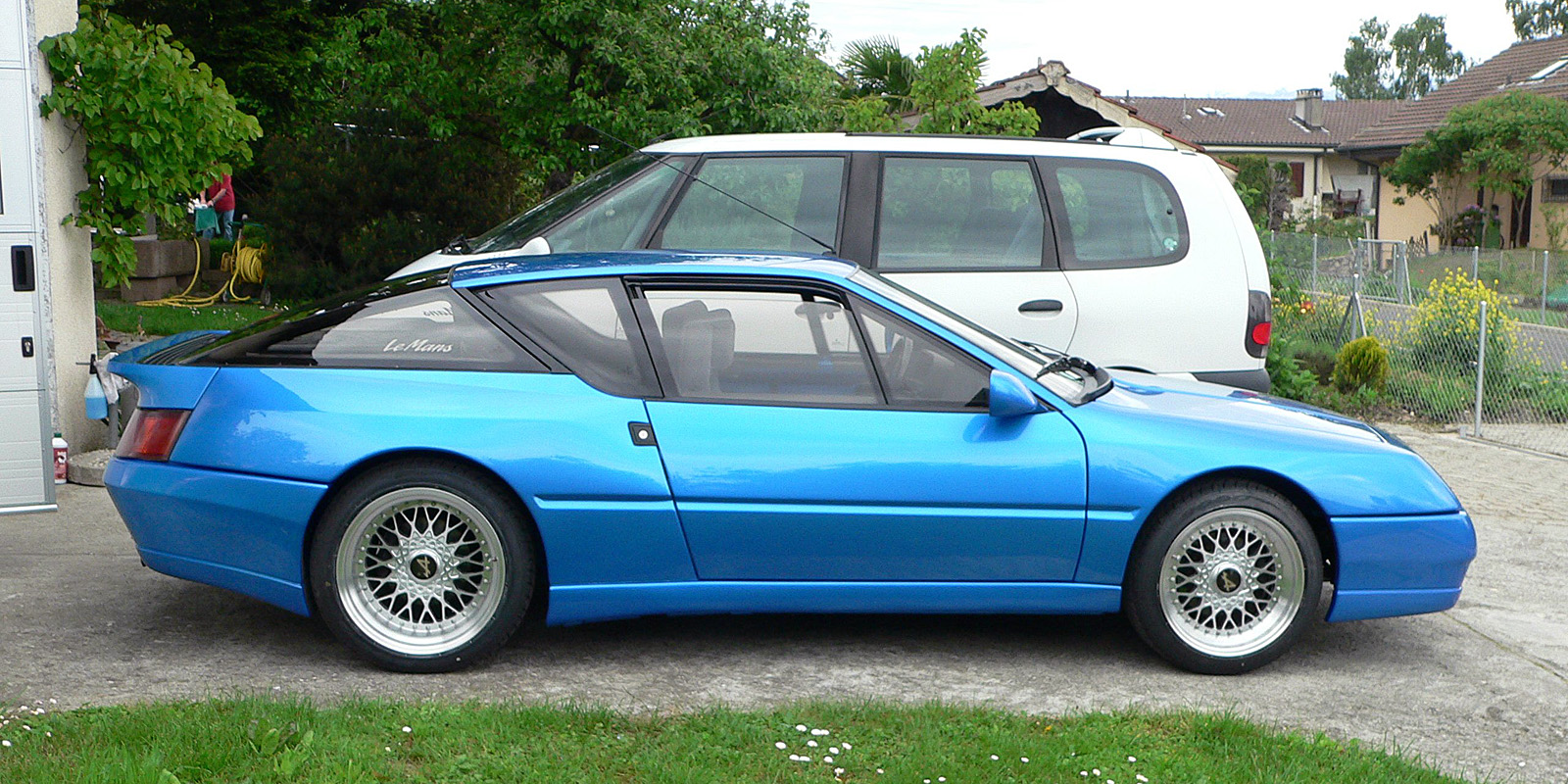
Seitenansicht